# Cseh Ferenc (bölcsész)
Cseh Ferenc (Szeged, 1809. július 5. – Debrecen, 1883. március 11.) bölcsész, piarista rendi tanár.

## Élete
A bölcseleti tanfolyam elvégzése után, 1828. október 6-án a kegyesrendiek közé lépett; 1833. augusztus 7-én misés pappá szentelték és a lévai gimnáziumban tanárnak alkalmazták, egyszersmind bölcselettudor lett. Léváról Nyitrára, innen Vácra és a kolozsvári gimnáziumhoz került. Tíz évvel később, 1843-ban az ottani líceumban a bölcselet tanára, 1848-ban társház- és gimnáziumi igazgató lett. 
A német kormány a tanítástól fölmentette, ebben a helyzetben volt 1852-ig. 1853-ban a sátoraljaújhelyi gimnáziumban tanított; onnan Kecskemétre helyezték át, néhány év múltán a gimnázium vezetésével bízták meg. Négy évvel később lemondott és Veszprémben tanárkodott. 1862-ben a tanterv megváltozásával Pestre helyezték, ahol nyolc évig a főgimnáziumban bölcselettel és latin nyelvvel foglalkozott. 
1869-ben nyugalomba vonult és a rendház másodfőnöke lett.

## Munkái
- Az ember szellemi élete. Debrecen, 1873 (Ism. Magyar Állam 60. sz.)

Kéziratban: Az ismeretek eredete és törvényei.
Cikkei: A kecskeméti algymnasium története (Tanodai Lapok, 1857), A társadalmak biztosítéka a törvények iránti tisztelet (Kecskeméti Gimnázium Értesítője, 1859), Ismereteink forrásairól, A tudat keletkezéséről, Az ismereteknek bizonyosság fokozat szerinti osztályozásáról. Az ismeret mint tudás, hit és véleményről, A vallási hitről (Új Magyar Sion 1874–1876.)